# India ai IX Giochi olimpici invernali
L'India partecipò ai IX Giochi olimpici invernali, svoltisi a Innsbruck, Austria, dal 29 gennaio al 9 febbraio 1964, con una delegazione di 1 atleta impegnato in una disciplina.